# General Security Service
Als General Security Service (kurz GSS) wird in der englischen Literatur der saudische Inlandsnachrichtendienst bezeichnet. In englischer Literatur findet sich die Transkription Mabahith für diesen Dienst. Der Nachrichtendienst untersteht dem Innenministerium, berichtet jedoch auch an den Auslandsnachrichtendienst, den Ri'āsat Al-Istikhbārāt Al-'Āmah. Seit 2003 hat der Nachrichtendienst seine Kooperation mit US-Nachrichtendiensten beziehungsweise -organisationen verstärkt. So konnte das FBI eine Kooperation aufbauen. Der Inlandsnachrichtendienst zeigte Erfolge gegen den Terrorismus, wurde jedoch selber auch Ziel des Terrorismus. So wurden im Dezember 2003 ein Oberstleutnant angegriffen und im gleichen Monat der Generalmajor Abdul Aziz al-Huweirini, Assistierender Direktor für Vernehmung.